# 垄断资本
《垄断资本：一篇关于美国经济和社会秩序的论文》（英語：Monopoly Capital: An Essay on the American Economic and Social Order）是保羅·斯威齊和保罗·A·巴兰于1966年由每月评论出版社出版的书籍。它通过将注意力从竞争经济的假设转移到与主导现代积累过程的大公司相关的垄断经济，为马克思主义政治经济学作出了重大贡献。他们的工作在20世纪60年代和70年代的新左翼理论智识发展中发挥了主导作用。正如《美国经济评论》所述，它代表了“将马克思竞争资本主义模式扩展到垄断资本主义新条件的第一次认真尝试。” 在经济大萧条后，它引起了新的关注。